# Expression Studio
Microsoft Expression Studio es una suite de herramientas de diseño profesional y contenido multimedia desarrollado por Microsoft, que proporcionan flexibilidad para elaborar potentes contenidos multimedia de manera sencilla.